# Hondainville
Hondainville é uma comuna francesa na região administrativa de Altos da França, no departamento de Oise. Estende-se por uma área de 6 km². Em 2010 a comuna tinha 726 habitantes (densidade: 121 hab./km²).